# Фирас Саиди
Фирас Саиди (арап. فراس السعيدي, романизовано Firas Saidi; 14. април 2002) катарски је пливач чија ужа специјалност су спринтерске трке слободним стилом. 

## Спортска каријера
Саиди је дебитовао на међународној пливачкој сцени током 2017. такмичећи се на митингу светског купа у Ајндховену, а исте године је пливао и на првенству Азије у малим базенима у Ашхабаду. У децембру 2018. по први пут је наступио на Светском првенству у малим базенима у кинеском Хангџоуу. Нешто раније исте године такмичио се и на Азијским играма у Џакарти. 
На светским првенствима у великим базенима је дебитовао у корејском Квангџуу 2019. где је пливао у квалификационим тркама на  50 слободно (96) и 100 слободно (99. место).